# Lomé II
Pour la convention, voir Convention de Lomé.
 (novembre 2014).
Si vous disposez d'ouvrages ou d'articles de référence ou si vous connaissez des sites web de qualité traitant du thème abordé ici, merci de compléter l'article en donnant les références utiles à sa vérifiabilité et en les liant à la section « Notes et références ».
Lomé II est un quartier au nord du centre de Lomé. Gnassingbé Eyadema y avait sa résidence, un bâtiment lui-même situé à proximité du camp militaire de Tokoin, ce qui fait donc du quartier l'un des mieux protégés de la capitale. On y trouve des gated communities (résidences composées de plusieurs dizaines de villas avec accès protégé par des gardes), dont la « résidence du Bénin » et la « Cité du Millénium ».
Par ailleurs, on y retrouve l'ambassade des États-Unis et celle de la Chine, tout comme la présidence du nouveau président Faure Gnassingbé et la « British School » de Lomé. Enfin, Togo Cellulaire, GTA (assurances) et Sazof (société des zones franches) se font construire de nouveaux sièges dans le quartier.